# Zeuxidia boisduvalii
Zeuxidia boisduvalii är en fjärilsart som beskrevs av John Obadiah Westwood 1851. Zeuxidia boisduvalii ingår i släktet Zeuxidia och familjen praktfjärilar. Inga underarter finns listade i Catalogue of Life.